# Клит (Сучава)
Клит (рум. Clit) насеље је у Румунији у округу Сучава у општини Арборе. Oпштина се налази на надморској висини од 444 m.

## Становништво
Према подацима из 2002. године у насељу је живело 1325 становника.

### Попис2002.
| Расподела становништва по националности 2002.‍ | Расподела становништва по националности 2002.‍ | Расподела становништва по националности 2002.‍ | Расподела становништва по националности 2002.‍ | Расподела становништва по националности 2002.‍ |
| --------------------------------------------- | --------------------------------------------- | --------------------------------------------- | --------------------------------------------- | --------------------------------------------- |
|                                               |                                               |                                               |                                               |                                               |
| Румуни                                        | Румуни                                        |                                               | 1.115                                         | 84,2%                                         |
| Роми                                          | Роми                                          |                                               | 55                                            | 4,2%                                          |
| Украјинци                                     | Украјинци                                     |                                               | 142                                           | 10,7%                                         |
| Немци                                         | Немци                                         |                                               | 12                                            | 0,9%                                          |